# Războiul stelelor - Episodul III: Răzbunarea Sith
Războiul Stelelor - Episodul III: Răzbunarea Sith este un film science-fiction lansat în 2005 scris și regizat de către George Lucas. A fost al șaselea și ultimul film din prequel.
Acțiunile din film se petrec la trei ani după acțiunile întâmplate în Războiul Clonelor; Cavalerii Jedi încep să se răspândească în galaxie conducând o mare armată de clone împotriva Separatiștilor. Dupa ce Cancelarul Palpatine este răpit, Maestrul Jedi Obi-Wan Kenobi și fostul său ucenic Anakin Skywalker sunt trimiși să îl ucidă pe Generalul Grievous. În același timp, parteneriatul lui Anakin cu Cancelarul Palpatine sunt suspecte în Ordinul Jedi. Mai târziu personajele află că de fapt Palpatine este un sinistru Lord Sith pe nume Darth Sidious ce avea ca plan principal să cucerească galaxia și să distrugă Ordinul Jedi.
Filmul a fost lansat pe data de 19 mai 2005 primind de la critic laude și păreri bune față de celelalte filme anterioare din serie. A depășit recordurile altor filme din diferite clasamente în prima săptămână de la lansare, strângând astfel 850 milioane de dolari. Astfel Răzbunarea Sith a devenit cel mai scump film din franciza Războiul Stelelor. Răzbunarea Sith nu numai că a fost cel mai scump film din serie dar și din anul 2005 în SUA și al doilea film catalogat în întreaga lume, în același an, primul loc fiind câștigat de către Harry Potter și Pocalul de Foc.

## Rezumat
Cavalerii Jedi Obi-Wan Kenobi și Anakin Skywalker sunt într-o misiune pentru al salva pe liderul Republicii și anume pe Cancelarul Palpatine ce a fost răpit de către liderul Separatiștilor, Generalul Grievous. Planul Jedi-lor de a intra în nava Generalului Grievous este făcut cu succes gâsindu-l astfel pe cancelar ce se afla în nava acestuia. Lordul Sith, Contele Dooku apare, Anakin omorându-l pe acesta într-un duel cu sabia laser. Jedi-i îl eliberează pe Cancelar și încearcă să scape din nava lui Grievous. Obi-Wan și Anakin încercând să scape sunt blocați în navă, Grievous scăpând astfel cu o navă de evacuare. Anakin este forțat neavând alte posibiltăți decât să aterizeze pe Coruscant pe o pistă de aterizare.
Pe Coruscant Anakin se reunește cu soția sa Padmé Amidala care îi spune că este însărcinată, Anakin este foarte bucuros de veste, cuplul făcându-și planuri mai târziu pentru creșterea copiilor. Cu toate acestea Anakin are viziuni despre Padmé cum că aceasta ar muri la naștere, Anakin mai având acest tip de viziuni când mama sa decedase. După o perioadă, Obi-Wan îi spune într-o convorbire privată ce vrea consiliul Jedi de la el și anume să îl spioneze pe Palpatine deoarece îl cred suspect de trădare. Auzind acestea Anakin se simte ofensat deoarece Cancelarul era ca un mentor pentru el. Fiind bodyguard-ul lui Palpatine, Anakin începe să facă o prietenie strânsă cu Palpatine. În timpul conversației dintre cei doi, Palpatine încearcă să îl manipuleze pe Anakin făcându-l încetul cu încetul să nu mai aibă încredere în Jedi, Palpatine spunându-i lui Anakin că deține o putere ce poate preveni moartea.
Obi-Wan este trimis pe planeta Utapau pentru a îl omorî pe Generalul Grievous. În acest timp Palpatine, cel care a condus Republica și mișcarea Separatistă îi spune lui Anakin secretul că el este Lordul Sith Darth Sidious. Anakin se duce la Consiliul Jedi și spune ce a aflat despre Palpatine. Maestrul Jedi Mace Windu ajunge în biroul Cancelarului unde imediat are loc o luptă cu săbiile laser. Imediat ce Anakin sosește în biroul Cancelarului, Anakin îl dezarmează pe Mace Windu care e pe cale să îl omoare pe cancelar spunându-i acestuia că Palpatine e singura lui șansă de a-și salva soția. Palpatine îl omoară cu un fulger pe Windu și astfel Anakin trece de la partea luminată a Forței la partea întunecată a Forței devenind și ucenicul lui Darth Sidious. Anakin trecând la partea întunecată a Forței își schimbă numele în Darth Vader. Palpatine îi ordonă lui Vader să omoare toți Jedi-i din Templul Jedi aflat pe planetă, iar apoi să ajungă pe planeta Mustafar unde să distrugă liderii mișcării Separatiste.
Darth Sidious ordonă clonelor sale să distrugă Generalii Jedi printr-un ordin pre-programat și anume Ordinul 66. Mulți Jedi din galaxie sunt exterminați deși Yoda și Obi-Wan supraviețuiesc. Între timp Darth Vader și legiunea 501 înainte de a distruge Clădirea Senatului, folosesc una dintre puterile părții întunecate a Forței, și anume fulgerul pentru a distruge toți Jedi-i din Templul Jedi. Darth Sidious informează o parte din membrii Senatului Jedi că în curând îi va înfrânge ceea ce însemna că Republica va fi transformată într-un „Imperiul Galactic”
În Templul Jedi, Obi-Wan și Yoda sunt șocați când văd trupurile tinerilor Jedi, omorâți de către clone, trimite repede un semnal de avertizare Jedi-ilor rămași în viață spunându-le să se ascundă de clone. În acest timp Obi-Wan se uită la înregistrările de pe camerele de securitate și îl vede pe Vader cum distruge Jedi-i din templu, urmând fiecare ordin pe care i-l dă Darth Sidious. Deși nu dorește să facă acest lucru, Obi-Wan este forțat să se ducă să îl caute și să îl omoare pe Vader. După cele întâmplate în templu, Obi-Wan se duce să se întâlnească cu Amidala spunându-i că Anakin a trecut de partea întunecată a Forței, aceasta necrezând cele spuse de Obi-Wan. Obi-Wan și Amidala pleacă spre planeta Mustafar în căutarea lui Vader. După ce ajung, Obi-Wan Kenobi, pleacă de pe navă în secret. În acest timp Padmé se întâlnește cu Vader, și având și ea un post important în conducere hotărăște să renunțe la el încercând să îl facă și pe Vader să facă la fel. Vader refuză acestea, crezând că dacă Padmé i se alătură poate să îl înfrângă pe Palpatine și să cucerească galaxia alături de ea. În acest timp Vader îl vede pe Obi-Wan părăsind nava și astfel o bănuiește pe Amidala că vrea să îl trădeze. folosind o putere a părții întunecate a Forței și anume sufocarea, acesta o sufocă pe Amidala până când aceasta intră în comă.
Obi-Wan și Vader încep o luptă cu săbiile laser. Această luptă duce până în afara întreprinderii, pe locurile neprotejate de pe planetă unde se aflau vulcani. Obi-Wan în scurt timp pare să ia controlul asupra luptei, iar când Vader încearcă să îl mai lovească o dată, Obi-Wan pur și simplu îl face praf pe Vader, tăindu-i picioarele și brațul ne-artificial. După aceasta Vader se rostogolește până la marginea lavei unui vulcan unde ia foc, de unde își provoacă răni semnificative pe corp. După luptă, Obi-Wan pleacă de pe Mustafar cu Padmé și sabia laser a lui Vader lăsându-l pe Vader să moară. Pe planeta Coruscant, Yoda duce o luptă cu Palpatine. Această luptă ține până în Stadionul de Conferințe de pe Coruscant. Lupta se încheie înainte de a se termina deoarece este forțat să plece cu Bail Organa. La scurt timp după înfrângerea lui Vader de către Obi-Wan, Palpatine îl salvează pe Vader și își trimite trupele să îl readucă la viață.
Deși i se dă asisțentă medicală lui Amidala, aceasta refuză să mai trăiască după ce dă naștere unor gemeni, băiat și fată având numele de Luke și Leia respectiv, însă înainte să moară îi spune că încă mai există o latură bună în Anakin (Darth Vader). Vader ajunge rănit pe Coruscant, iar părțile fracturate din corpul său sunt înlocuite cu proteze cibernetice și implanturi. Vader este apoi îmbrăcat într-un costum cu o armură neagră și o mască de respirat protejată ce l-au ajutat să supraviețuiască rănilor. După ce se interesează de starea lui Padmé întrebândul pe Palpatine, acesta îi spune că furia sa a omorât-o. Vader auzind acestea dezlănțuie un țipăt furios ce distruge prin Forță toți roboții și echipamentul din cameră în timp ce Sidious se uită cu un zâmbet diabolic cum ura lui Vader a supraviețuit rănilor corpului său.
Pe nava lui Bail Organa, Obi-Wan, Yoda, și Organa sunt de acord să separe copii, pe care Obi-Wan și Yoda îi vor urmări până vor crește și vor fi pregătiți să ducă lupta mai departe împotriva Sith. Bail dă ordine ca memoria lui C-3PO să fie ștearsă, iar lui Padmé i se face o ceremonie funerară pe planeta Naboo. În acest timp Vader și Palpatine văd cum se construiește o nouă navă și anume Steaua Morții. Deoarece Obi-Wan, Yoda și Organa au hotărât să separe copii lui Padmé unul de altul, Leia este crescută de Bail Organa și soția sa, iar Luke este crescut pe planeta Tatooine alături de Owen și Beru.

## Distribuția filmului

### Apariții medalion
Lucas apare la Opera Coruscant, ca o persoană cu față albastră, pe nume Baronul Papanoida, care poate fi văzut în afara cutiei lui Palpatine. Aceasta este singura apariție a lui Lucas în vreunul dintre filmele seriei Războiul stelelor. Cei trei copii ai săi apar și ei într-o apariție medalion: fiul său, Jett, apare ca un tânăr Jedi care se antrenează, pe nume Zett Jukassa, fiind ucis pe când apăra Templul Jedi contra trupelor de clone; fiica sa, Amanda, apare ca un personaj pe nume Terr Taneel, care poate fi văzut în holograma de securitate; iar fiica sa, Katie, apare ca un extraterestru cu piele albastră, pe nume Chi Eekway, care poate fi văzut când Palpatine sosește în Senat, după ce a fost salvat de Jedi și care vorbește cu Baronul Papanoida la Operă. Când Anakin, Obi-Wan și Palpatine sosesc cu naveta spațială în boxa acuzaților din Senat, după ce au avut un accident la aterizare pe Coruscant, nava spațială Millennium Falcon poate fi văzută cum aterizează pe una dintre platformele mai joase, în timp ce naveta lor se apropie. Chiar dacă nu este un medalion direct, s-a confirmat într-un text, un comentariu online despre Răzbunarea Sith că mormăitul lui Tarfull din scena plecării lui Yoda de pe Kashyyyk este de fapt mormăitul lui  Itchy din Star Wars Holiday Special.
Mulți dintre membrii echipei au avut și ei apariții sub forma unui medalion în film. Nick Gillard, coordonatorul cascadoriilor, joacă rolul unui Jedi numit Cin Drallig (nume ortografiat invers, fără litera k). Jeremy Bulloch (Boba Fett din trilogia originală), a apărut într-un rol vorbit, fiind Căpitanul Colton, pilotul navei spațiale Tantive IV.

## Producție
În anul 1973, Lucas a precizat că a scris seria Războiul stelelor într-o formă de bază tipică acestui gen de film. Mai târziu a declarat că atunci când i-a venit ideea, aceasta nu avea toate detaliile, numai părți principale din poveste. Lucas a început să scrie Episodul III încă din perioada când tocmai se lansase Atacul Clonelor, punând de asemenea și idei artistice cum ar fi faptul că filmul s-ar deschide cu filmări din montajul celor șapte bătălii din Războiul Clonelor. După cum precizează Lucas, în vara anului lansării acesta a reorganizat povestea. Michael Kaminski, precizează în The Secret History of Star Wars faptul că deoarece Anakin a trecut spre partea întunecată, Lucas a fost nevoit să facă schimbări majore în poveste. Prima schimbare masivă a fost atunci când Palpatine a fost răpit de către contele Dooku, ce a fost mai târziu omorât de Anakin, primul fapt ce îl aducea mai mult spre partea întunecată. După ce prima scenă a fost completă în 2003, Lucas a făcut și mai multe schimbări în serie, rescriind astfel întregul rol al lui Anakin în partea întunecată chiar și faptul în care acesta încearcă să o salveze pe Padmé de la moarte. Sau o altă variantă în care Lucas a precizat că s-a gândit ca Anakin să creadă că Jedii sunt răi și vor să stăpânească Republica. Această rescriere principală a filmului a fost realizată prin editarea imaginilor deja filmate și a unor părți noi de film din 2004.

## Lansări
Răzbunarea Sith a avut premiera la Festivalul de film de la Cannes (în afara competiției) în 15 mai 2005. Premiera în majoritatea celorlalte țări a avut loc în 19 mai;— în aceeași zi și lună ca și lansarea din 1999 a Războiul stelelor - Episodul I: Amenințarea fantomei (în 1977 Războiul stelelor și în 1983 Întoarcerea lui Jedi au fost lansate și ele în aceeași zi și lună, la șase ani diferență).